# Tagadi
Tagadi – wieś w Estonii, w prowincji Harju, w gminie Saku.

## Natura
Przez wieś przepływa rzeka Angerja.